# ديسكوفري كيدز (قناة تلفزيونية أسترالية)
ديسكوفري كيدز (تكتب Discovery K!ds) كانت قناة تلفزيونية باشتراك أسترالي، تستهدف الأطفال الذين تتراوح أعمارهم بين 2 و6 سنوات من خلال البرامج الواقعية والتعليمية. تم إطلاق القناة على فوكستيل في 3 نوفمبر 2014.
حلت القناة مكان قناة ديسكفري هوم آند هيلث، التي انتقلت برامجها المحددة إلى تي إل سي.
توقفت القناة عن العمل في 1 فبراير 2020، وبعد ذلك توقفت مساحة القناة التي تم إنشاؤها في عام 2007 بواسطة ديسكفري هوم آند هيلث. أسباب التوقف مجهولة.